# Società Sportiva Calcio Venezia 2006-2007
Questa pagina raccoglie le informazioni riguardanti la Società Sportiva Calcio Venezia nelle competizioni ufficiali della stagione 2006-2007.

## Stagione
Nella stagione 2006-2007 il Venezia disputa il girone A del campionato di Serie C1, raccoglie 54 punti con il quarto posto, disputa così la semifinale Play-off contro il Pisa, ma la perde. Sono saliti in Serie B il Grosseto che ha vinto il campionato ed il Pisa che vince i Play-off. La squadra arancioneroverde allenata da Cuono Di Costanzo parte molto bene, al termine del girone di andata è seconda con 30 punti, ad una sola lunghezza dalla sorpresa Sassuolo. Poi nel girone di ritorno perde il passo, raccogliendo solo 24 punti, ma centrando comunque l'obiettivo dei Play-off, presi all'ultimo respiro del torneo, al 94º minuto della partita vinta (1-0) contro il Pisa, nell'ultima giornata. Non facendosi trovare pronta però nel momento decisivo sempre contro il Pisa nei ballottaggi, in laguna pareggia (1-1), mentre sotto la Torre perde (3-1). Miglior realizzatore di stagione con 15 reti il trevigiano Marco Moro, delle quali 1 rete in Coppa Italia, 2 nei Play-off e 12 reti in campionato. Nella Coppa Italia nel primo turno il Venezia elimina il Treviso, mentre nel secondo turno viene eliminata dall'Arezzo, dopo i tempi supplementari. Nella Coppa Italia di Serie C i lagunari entrano in scena nel secondo turno, avendo disputato la Coppa Italia nazionale, ma escono subito, perdendo il doppio confronto con il Carpenedolo.

## Rosa
| N. |                      | Ruolo | Calciatore        |
| -- | -------------------- | ----- | ----------------- |
|    | Italia (bandiera)    | P     | Giuseppe Aprea    |
|    | Italia (bandiera)    | C     | Stefano Bono      |
|    | Italia (bandiera)    | A     | Andrea Cocco      |
|    | Italia (bandiera)    | C     | Mattia Collauto   |
|    | Italia (bandiera)    | C     | Luca Corradi      |
|    | Italia (bandiera)    | A     | Lauro Florean     |
|    | Italia (bandiera)    | A     | Manolo Gennari    |
|    | Argentina (bandiera) | D     | Gerardo Grighini  |
|    | Italia (bandiera)    | P     | Massimo Lotti     |
|    | Italia (bandiera)    | C     | Francesco Marfia  |
|    | Italia (bandiera)    | C     | Daniele Mattielig |
|    | Italia (bandiera)    | D     | Mauro Mayer       |

| N. |                   | Ruolo | Calciatore          |
| -- | ----------------- | ----- | ------------------- |
|    | Italia (bandiera) | D     | Massimiliano Mei    |
|    | Italia (bandiera) | D     | Massimo Melucci     |
|    | Italia (bandiera) | A     | Matteo Momentè      |
|    | Italia (bandiera) | A     | Marco Moro          |
|    | Italia (bandiera) | C     | Alessandro Piovesan |
|    | Italia (bandiera) | A     | Paolo Poggi         |
|    | Italia (bandiera) | C     | Davide Pradolin     |
|    | Italia (bandiera) | C     | Alberto Rebecca     |
|    | Italia (bandiera) | C     | Fabrizio Romondini  |
|    | Italia (bandiera) | D     | Davide Scantamburlo |
|    | Italia (bandiera) | D     | Marco Taccucci      |
|    | Italia (bandiera) | A     | Francesco Zerbini   |

## Risultati

### Campionato

#### Girone di andata
| Arbitro: | Marrocco (Pisa) |

|             |           |                          |
| Bertani 88’ | Marcatori | 26’ Pradolin 55’ Zerbini |

| Venezia 10 settembre 2006 2ª giornata | Venezia             | 0 – 0 | Padova | Stadio Pierluigi Penzo\| Arbitro: \| Barbirati (Ferrara) \| |
| Arbitro:                              | Barbirati (Ferrara) |       |        |                                                             |

| Massa 17 settembre 2006 3ª giornata | Massese            | 0 – 0 | Venezia | Stadio degli Oliveti\| Arbitro: \| Spadaccini (Vasto) \| |
| Arbitro:                            | Spadaccini (Vasto) |       |         |                                                          |

| Arbitro: | La Rocca (Ercolano) |

|                          |           |                                 |
| M. Moro 23’ Taccucci 71’ | Marcatori | 22’ (rig.) Campi 75’ V. Espinal |

| Arbitro: | Gambini (Roma) |

|                  |           |               |
| Dal Rio 27’, 71’ | Marcatori | 90+4’ Gennari |

| Arbitro: | Bagalini (Vasto) |

|                         |           |             |
| Gennari 30’ M. Moro 45’ | Marcatori | 65’ Gheller |

| Arbitro: | Giancola (Vasto) |

|                             |           |               |
| Poggi 9’ (rig.) Gennari 46’ | Marcatori | 64’ Di Fausto |

| Arbitro: | D'Alesio (Forlì) |

|  |           |              |
|  | Marcatori | 39’ Taccucci |

| Cittadella 29 ottobre 2006 9ª giornata | Cittadella          | 0 – 0 | Venezia | Stadio Piercesare Tombolato\| Arbitro: \| Branciforte (Nuoro) \| |
| Arbitro:                               | Branciforte (Nuoro) |       |         |                                                                  |

| Arbitro: | Stallone (Foggia) |

|                               |           |  |
| Gennari 3’ M. Moro 67’ (rig.) | Marcatori |  |

| Arbitro: | Cavarretta (Trapani) |

|                              |           |              |
| Pepe 22’ Carparelli 50’, 73’ | Marcatori | 27’ Taccucci |

| Arbitro: | Gallione (Alessandria) |

|                                                     |           |  |
| M. Moro 4’, 14’ Gennari 60’ Poggi 78’, 90+2’ (rig.) | Marcatori |  |

| Arbitro: | Calvarese (Teramo) |

|                             |           |  |
| Rota 56’ Araboni 84’ (rig.) | Marcatori |  |

| Arbitro: | Zonno (Bari) |

|             |           |  |
| M. Moro 76’ | Marcatori |  |

| Sassuolo 10 dicembre 2006 15ª giornata | Sassuolo         | 0 – 0 | Venezia | Stadio Enzo Ricci\| Arbitro: \| Pinzani (Empoli) \| |
| Arbitro:                               | Pinzani (Empoli) |       |         |                                                     |

| Arbitro: | Mannella (Avezzano) |

|                              |           |                      |
| Gennari 6’, 55’ Collauto 51’ | Marcatori | 37’ (rig.) Carruezzo |

| Pisa 23 dicembre 2006 17ª giornata | Pisa                  | 0 – 0 | Venezia | Stadio Arena Garibaldi\| Arbitro: \| Tozzi (Lido di Ostia) \| |
| Arbitro:                           | Tozzi (Lido di Ostia) |       |         |                                                               |

#### Girone di ritorno
| Arbitro: | Palazzino (Ciampino) |

|             |           |  |
| Gennari 26’ | Marcatori |  |

| Arbitro: | Forconi (Aprilia) |

|              |           |  |
| O. Russo 74’ | Marcatori |  |

| Arbitro: | La Mura (Nocera Inferiore) |

|                              |           |                            |
| M. Moro 26’ Scantamburlo 42’ | Marcatori | 19’ Dalla Bona 58’ Musetti |

| Arbitro: | Barbirati (Ferrara) |

|                                  |           |           |
| Bertolini 31’ Fabiano 40’ (rig.) | Marcatori | 18’ Cocco |

| Arbitro: | Nicodano (Milano) |

|                          |           |                       |
| M. Moro 19’ Pradolin 64’ | Marcatori | 71’ (rig.) S. Ferraro |

| Arbitro: | Guerriero (Catanzaro) |

|                       |           |                    |
| Motta 13’, rig.’ (53) | Marcatori | 51’ (aut.) Gheller |

| Arbitro: | Valeri (Roma) |

|              |           |  |
| Veronese 23’ | Marcatori |  |

| Arbitro: | Manna (Isernia) |

|           |           |  |
| Cocco 56’ | Marcatori |  |

| Arbitro: | Scoditti (Bologna) |

|                              |           |  |
| M. Moro 19’ (rig.) Poggi 84’ | Marcatori |  |

| Arbitro: | La Rocca (Ercolano) |

|                |           |             |
| J. Espinal 42’ | Marcatori | 44’ M. Moro |

| Arbitro: | Zanichelli (Genova) |

|           |           |                                |
| Poggi 21’ | Marcatori | 41’ (rig.) Carparelli 71’ Pepe |

| Arbitro: | Vuoto (Livorno) |

|                         |           |                              |
| D. Rosso 59’ Artico 61’ | Marcatori | 6’ Mei 64’ (aut.) Capelletti |

| Arbitro: | Pecorelli (Arezzo) |

|                  |           |             |
| Poggi 11’ (rig.) | Marcatori | 18’ Ghezzal |

| Grosseto 22 aprile 2007 31ª giornata | Grosseto             | 0 – 0 | Venezia | Stadio Carlo Zecchini\| Arbitro: \| Cavarretta (Trapani) \| |
| Arbitro:                             | Cavarretta (Trapani) |       |         |                                                             |

| Arbitro: | Palazzino (Ciampino) |

|                       |           |  |
| Marfia 4’ M. Moro 52’ | Marcatori |  |

| Arbitro: | Ferrandini (Sondrio) |

|               |           |             |
| Carruezzo 32’ | Marcatori | 75’ M. Moro |

| Arbitro: | Calvarese (Teramo) |

|                 |           |  |
| Romondini 90+4’ | Marcatori |  |

### Play-off
| Arbitro: | C. Russo (Nola) |

|             |           |              |
| M. Moro 48’ | Marcatori | 88’ Ceravolo |

| Arbitro: | Barletta (Bernalda) |

|                                       |           |             |
| Ceravolo 24’ Biancone 67’ Braiati 72’ | Marcatori | 23’ M. Moro |

### Coppa Italia
| Arbitro: | Marelli (Como) |

|              |           |  |
| Collauto 90’ | Marcatori |  |

| Arbitro: | Lena (Ciampino) |

|  |           |                         |
|  | Marcatori | 99’ (rig.) Floro Flores |

### Copa Italia di Serie C

#### Secondo turno
| Arbitro: | Candussio (Cervignano del Friuli) |

|                                     |           |             |
| Lorenzini 35’ (rig.) Cazzamalli 78’ | Marcatori | 13’ M. Moro |

| Arbitro: | Ruini (Reggio Emilia) |

|             |           |                 |
| Rebecca 22’ | Marcatori | 2’, 69’ Pascali |